# Hydraena orchis
Hydraena orchis är en skalbaggsart som beskrevs av Manfred A. Jäch och Díaz 1998. Hydraena orchis ingår i släktet Hydraena och familjen vattenbrynsbaggar. Inga underarter finns listade i Catalogue of Life.